# Вилхелм V (Монферат)
Вижте пояснителната страница за други личности с името Вилхелм.
Вилхелм V Стари (на италиански: Guglielmo il Vecchio; на немски: Wilhelm V. der Alte, * ок. 1100, † 1191) от род Алерамичи е през 1136–1191 г. маркграф на Монферат. Понякога той е наричан и Вилхелм VI.
Той е единствен син на маркграф Рене Монфератски († 1137) и Гизела († сл. 1133), дъщеря на граф Вилхелм I Велики от Бургундия (Иврейска династия) и Стефания де Лонгви. Той има пет сестри. Баща му е син на маркграф Вилхелм IV и Отта от Аглие.
Вилхелм V се жени през 1133 г. за Юдит Австрийска Бабенбергска (* 1115, † 1169), дъщеря на Леополд III, маркграф на Австрия от род Бабенберги и Агнес от Вайблинген († 24 септември 1143), дъщеря на император Хайнрих IV и Берта Савойска. Тя е леля на Фридрих I Барбароса. Двамата имат децата:
- Вилхелм Монфератски „Дългия меч“ († 1177), граф на Яфа и Аскалон
- Конрад († 1192), маркграф на Монферат, 1192 г. крал на Йерусалим
- Бонифаций († 1207), маркграф на Монферат, крал на Солунското кралство (1204–1207)
- Фридрих, епископ на Алба
- Рение († 1183), от 1180 г. цезар на Византия, женен за Мария Комнина (1152–1182), дъщеря на Мануил I Комнин
- Агнес († 1202), ∞ за граф Гуидо Гуера III Гуиди
- Аласия († 1215), ∞ 1182 за маркграф Манфред II от Салуцо (* 1140, † 1215)
- дъщеря, ∞ за маркграф Алберто Моро Маласпина († 1210)

Вилхелм придружава от 1147 г. своя племенник, крал Луи VII от Франция, във втория кръстоносен поход. В Италия той е най-верен привърженик на император Фридрих I Барбароса против Ломбардския съюз. Той помага през 1159 г. при подчинението на Милано и през 1176 г. се бие в битката при Легнано.
Неговият най-голям син Вилхелм „Дългия меч“ се жени през 1176 г. за принцеса Сибила и става баща на по-късния крал Балдуин V Йерусалимски. Обаче Вилхелм умира през 1177 г. Най-малкият му син Рение се жени през 1180 г. за дъщерята на византийския император Мануил I Комнин, но е убит през 1183 г. в Константинопол. Вторият му син Конрад отива също в Константинопол и служи на император Исаак II Ангел.
През 1183 г. Вилхелм остава маркграфството си на синовете си Конрад и Бонифаций и отива отново в Палестина (фр.: outre mer, от другата страна на морето), за да се бие там против невярващите. През 1187 г. той участва в битката при Хатин и попада там в плен на Саладин. Неговият син Конрад пристига в Тир, за да спаси баща си. Саладин освобождава Вилхелм през юли 1188 г. Вилхелм остава при син си в Тир до смъртта си през 1191 г.